# Maison de l'emploi
Les maisons de l'emploi sont des organismes locaux contribuant au service public de l'emploi dans plusieurs pays francophones.
Les Jobcentre Plus (en) du Royaume-Uni et les Bundesagenturen für Arbeit d'Allemagne sont des dispositifs comparables.

## Belgique

### Région de Bruxelles-Capitale
La région de Bruxelles a  engagé une forte décentralisation de ses services liés à l’emploi dans le cadre du « Plan pour l'emploi des Bruxellois », un des volets du Contrat pour l'économie et l'emploi que la Région de Bruxelles a signé avec les partenaires sociaux en mars 2005. Le projet régional des maisons de l'emploi constitue ensuite une des déclinaisons de ce « Plan pour l'emploi » et s'inscrit dans la continuité des intentions de 2005.  

#### Origines
Au début des années 2000, certaines municipalités de Bruxelles avaient réfléchi et développé leur projet communal de Maison de l'emploi. 

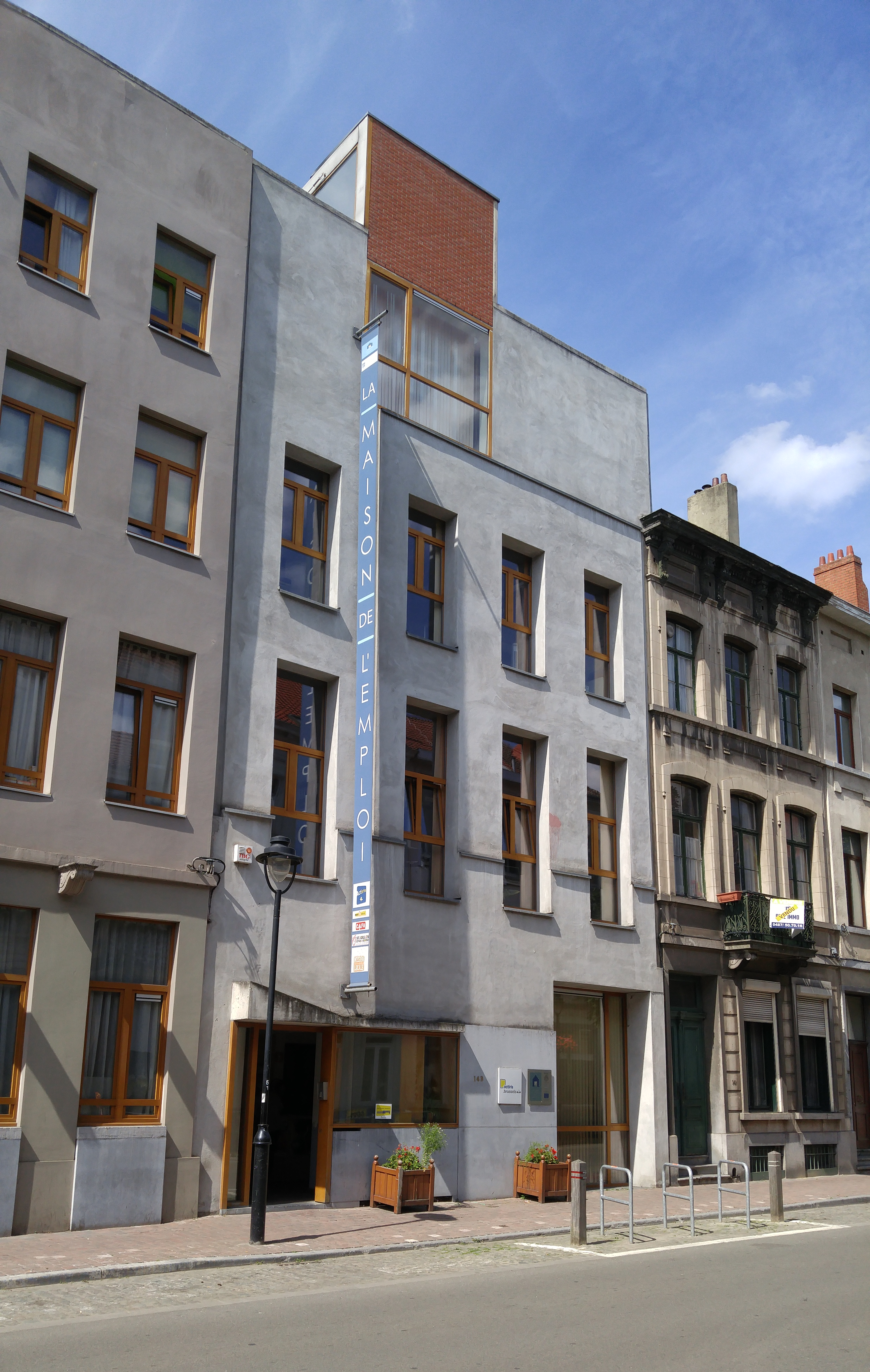
Façade de la Maison de l'Emploi et de la Formation (anciennement Maison de l'emploi, 143 rue de Mérode à Saint-Gilles (B1060- Bruxelles, Belgique) en août 2017

C'est le cas de Saint-Gilles qui planifie  la construction d'un bâtiment en 2002, et crée sa Maison de l'emploi le 10 février 2006 en lui donnant la personnalité juridique d'une association sans but lucratif. Ses buts premiers :  
- Rassembler à la même adresse dans un seul bâtiment  distinct,  clairement identifiable et accessible, tous les services locaux d'aide aux chercheurs d'emploi qui étaient éparpillés dans la Commune.
- Cultiver parmi les techniciens de l'accompagnement social une culture commune du service et de la recherche de solutions pour les personnes sans emploi confrontées aux complexités administratives et parfois désorientées par la richesse de l'offre de formation de Bruxelles Formation en Région bruxelloise[3] ; une offre qui autorise d'envisager avec succès des réorientations de carrière importantes au prix d'un fort investissement personnel pour le chercheur d'emploi.
- Créer un point de contact pour les employeurs locaux en matière d'information sur les primes à l'embauche .

Au moment de la conception de la Maison de l'Emploi de Saint-Gilles, en 2002,  les services régionaux de l'emploi (ORBEM) n'étaient que très faiblement décentralisés, ce sont donc prioritairement des institutions communales qui sont pressenties pour occuper le bâtiment. La Maison de l'Emploi de Saint-Gilles est donc dès sa fondation une institution à caractère municipal, cogérée par des représentants de la municipalité et des représentations d’institutions associatives subventionnées dans le domaine de la formation ou l’orientation des chercheurs d'emploi. 
C'est postérieurement, en juin  2014, que la Maison de l'Emploi de Saint-Gilles  sera rebaptisée « Maison de l'Emploi et de la Formation de Saint-Gilles » (pour aider le grand public à distinguer l’institution municipale du projet régional homonyme qui s'installe la même année  à Saint-Gilles.

#### Projets régionaux et implantations communales
En juin 2007, Actiris , l’institution régionale de l'emploi (anciennement ORBEM) commence la décentralisation massive  de ses points de contact avec les chercheurs d'emploi,  dans chacune des dix-neuf communes de Bruxelles sous la forme des Antennes communales Actiris.
Inspiré par l'exemple saint-gillois, Actiris entame par la suite le projet d'un réseau de maison de l'emploi à caractère régional.
Une maison de l'emploi de ce type,  voulue par Actiris est  à la fois :
- un concept ;
- un animateur ;
- une subvention à des projets communaux ;
- l’animation d'un projet local concerté réunissant divers services publics locaux ou associatifs  ;
- une communication, un label et un logo rendant visible une subvention régionale liée à la mise à l’emploi dont la gestion est confiée à Actiris ;

Généralement associées à l'implantation des points de contacts avec les chercheurs d'emploi (Antennes Actiris), les misons de l'emploi d'Actiris se superposent à des services communaux existants sans correspondre forcément à un bâtiment, à une « maison », matériellement identifiable et séparée par exemple, des locaux de l'hôtel de ville communal. 
Des projets de maisons de l’emploi sont envisagés par Actiris dans les dix-neuf communes de la région de Bruxelles.

### Région wallonne
La Région wallonne (Belgique) a mis en place à partir d'un programme lancé en 2002 des Maisons de l'emploi, nées du partenariat entre l’organisme wallon assurant le service public de l’emploi, le FOREM, une ou plusieurs communes, un CPAS (Centre public d'action sociale) ou plusieurs et d'autres opérateurs comme l’agence locale pour l’emploi ou des organismes de formation, de travail intérimaire, etc.

#### Gestion
Des conventions de partenariat sont signées pour la mise en place des maisons de l'emploi. Chacune est gérée par un Comité d'accompagnement restreint, (communes, FOREM, CPAS). La gestion quotidienne est assurée par un coordinateur nommé par le FOREM.
Le financement est assuré principalement par la Région wallonne mais des partenaires locaux assurent obligatoirement un cofinancement variable (immobilier, personnel, matériel).

#### Mission
Les maisons de l'emploi veulent être un guichet unique d’information et de conseil pour accompagner les demandeurs d’emploi dans leur recherche de travail.
Ils peuvent y effectuer leur inscription comme demandeur d’emploi, recevoir des informations ou être orientés vers des organismes partenaires... Ils y trouvent des accès à Internet, traitement de texte, téléphone, fax, documentation.
Des conseillers sont présents pour accompagner les demandeurs d’emploi.

#### Implantations
En juin 2008, on comptait quarante-sept maisons de l'emploi en Région wallonne, réparties dans les cinq provinces : Brabant wallon (6), Hainaut (20), Liège (14), Luxembourg (6) et Namur (5). 
Deux bus de l’emploi fonctionnaient dans des zones rurales : arrondissement de Huy dans la province de Liège ; cinq communes dans la province de Namur.

## Québec (Canada)
Plusieurs structures, qui sont soutenues par Emploi-Québec, portent le nom de maison de l'emploi, notamment la Maison de l'emploi et du développement humain de Sainte-Thérèse-de-Blainville, fondée en 2002. 
La Maison de l’emploi de la Haute-Yamaska à Granby est membre de la Table de concertation-travail Haute-Yamaska.

## France

### Origine
Les maisons de l'emploi sont une initiative de Jean-Louis Borloo, alors ministre de l'Emploi, du Travail et de la Cohésion sociale, dans le cadre de son Plan de cohésion sociale.
Les maisons de l'emploi se sont inspirées d'expériences menées depuis 1993 par plusieurs structures locales, soutenues par l'association Alliance Villes Emploi, notamment à Roubaix-Wattrelos-Leers, communauté d'agglomération Plaine Commune (Seine-Saint-Denis), Bonneville (Haute-Savoie), Cherbourg (Manche), Mulhouse (Alsace), Valenciennes (Nord), Rueil-Malmaison (Hauts-de-Seine) ou Aulnay-sous-Bois (Seine-Saint-Denis). Ces maisons de l'emploi de première génération regroupaient notamment une mission locale pour l'emploi des jeunes, un plan local d'insertion par l'activité économique (PLIE) et une maison de l'information sur la formation et l'emploi (MIFE). En matière d'aide à la création d'entreprises, des maisons de l'emploi ont mis en place des dispositifs pour aider à l'émergence d'entrepreneurs (Balise, services d'amorçage de projets dans les quartiers).

### Gestion
Les maisons de l'emploi se mettent en place sous la responsabilité des collectivités territoriales (communes, groupements de communes, départements, exceptionnellement région).
Y sont réunis les membres du service public de l'emploi (DIRECCTE, Pôle emploi). D'autres organismes peuvent être également présents : AFPA, missions locales d'insertion (MLI), Permanence d'accueil, d'information et d'orientation (PAIO), Plan local pour l'insertion et l'emploi (PLIE), Centre d'information et d'orientation (CIO) mais de manière non exclusive. Des entreprises, des associations et mouvements sociaux ou organismes d'appui à la création d'entreprise sont également associés.
La plupart du temps, les maisons de l'emploi sont présidés par des élus ; cependant, certaines ont à leur tête des personnalités indépendantes ou des chefs d'entreprises.
Certaines maisons de l'emploi comprennent également une Cité des métiers comme à Belfort, Montbéliard, Nanterre ou Paris.
Dans plusieurs régions, des conventions ont été signées entre le conseil régional et les services de l'État pour une gestion conjointe du dispositif des maisons de l'emploi. C'est le cas par exemple en Alsace, Île-de-France, Picardie et Poitou-Charentes.

### Missions
Elles ont pour objectif d'optimiser le service rendu aux demandeurs d'emploi, aux salariés et aux entreprises.
- anticiper l'ensemble des besoins du territoire en matière d'emploi et réaliser leur articulation avec les besoins de formation ;
- informer et orienter et faciliter l'accès et le retour à l'emploi ;
- aider les employeurs à gérer leurs ressources humaines et à se développer ou faciliter la création et la reprise d'entreprises.

### Implantations
La mise en place des maisons de l'emploi a débuté en juin 2005. L'objectif du plan de cohésion sociale était que, d'ici fin 2008, 300 maisons de l'emploi soient réparties sur l'ensemble du territoire.
En septembre 2007, le gouvernement a annoncé le gel des maisons de l'emploi, dans l'attente de la fusion annoncée du dispositif d'assurance-chômage (Union nationale interprofessionnelle pour l'emploi dans l'industrie et le commerce) et de l'Agence nationale pour l'emploi.
227 maisons de l'emploi ont été labellisées au titre du plan de cohésion sociale lors de douze réunions de la Commission nationale de labellisation des maisons de l'emploi entre juin 2005 et février 2007. En janvier 2008, 177 d'entre elles avaient signé une convention de financement avec les services gouvernementaux. Elles étaient 217 fin 2008
En 2008, le parlement a adopté une nouvelle définition des maisons de l'emploi, dans l'article 3 de la loi sur la réforme du service public de l'emploi du 13 février 2008.